# Plutajuća dizalica
Plutajuća dizalica, ploveća dizalica, plovna dizalica ili ploveći granik okretna je i nagibna dizalica montirana na plovnom objektu. Služi pri gradnji luka, obala i mostova, za lučke radove i za spašavanje brodova.
Plutajuća dizalica ima donji dio dizalice izgrađen kao četverokutni ponton. One plove i rade u blizini morskih obala. Isprva su, osobito oni teške, bile vezane za rad u svojoj izvornoj luci ili u ušćima rijeka, i uz veliki rizik prevozile su se u druge luke. Tek kasnije su konstruirane plutajuće dizalice kojima je stabilnost bila toliko povećana da su mogle sigurno ploviti morem.  
Najjednostavnije plutajuće dizalice imaju na pontonu nepomični dohvatnik ili dohvatnik koji se može samo naginjati, a na radno ih mjesto dovlače tegljači. Osim tih, postoje plutajuće dizalice s okretnim dohvatnicima i vlastitim pogonom pontona. Dohvatnici mogu biti jednostruki ili člankasti. 
Pogon plutajućih dizalica je dizelsko-električni. Brodske vijke izravno pokreću Dieselovi motori. Brzina plovidbe pontonskih dizalica iznosi od 7 do 10 čvorova (od 13 do 19 km/h). 
Budući da je postolje plutajućih dizalica ponton ili neko drugo plovilo, one mijenjaju svoj položaj s vrijednošću momenta tereta i zakretanjem dohvatnika. Najveći je dopušteni otklon okomite osi od 3° do 5°.

## Podjela
Razlikuju se uglavnom 3 skupine plutajućih dizalica:
- dizalice srednje nosivosti do oko 16 tona s velikim radnim brzinama služe za pretovar komadne i sipke robe. One potpomažu rad lučkih dizalica i istovaruju i utovaruju brodove na sidrištu.
- dizalice velike nosivosti, od 50 do 350 tona, s manjim radnim brzinama služe za pretovar teških tereta kao što su lokomotive, kotlovi i drugo. U brodogradilištima se upotrebljavaju za ugrađivanje teških postrojenja u brodove, a u gradnji luka za postavljanje lučkih dizalica. Takve su dizalice građene za visine dizanja od 25 do 40 metara iznad vode i od 10 do 15 metara ispod vode.
- dizalice vrlo velikih nosivosti, od 400 do 3 000 tona, s visinom dizanja do 100 metara iznad vode i oko 50 metara ispod vode, služe za dizanje brodskih olupina, prijenos teških mosnih konstrukcija, montažu svjetionika i slično. One imaju dohvatnik koji nije okretan.

Ploveće dizalice srednje i velike nosivosti imaju uglavnom okretne dohvatnike. Prije je okretni spoj bio izveden kao zvonasti spoj, a danas se primjenjuje spoj s okretnim stupom jer se tako mnogo smanjuje težina dizalica.

## Vanjske poveznice
|  | Zajednički poslužitelj ima još gradiva o temi Plutajuća dizalica |